# Reflector
Reflector ist eine Sludge-Band die 1997 in Graz gegründet wurde. Das Duo Andreas Heller (Gitarre) und David Reumüller (Schlagzeug) spielte Konzerte in Europa und veröffentlichte einige Releases mit den Labels "Rock Is Hell Records", "Noise Appeal Records" und "Interstellar Records", denen sie bis heute treu geblieben sind.

## Geschichte
Heller und Reumüller kannten sich von der HTL für bildende Kunst. Beide spielten bereits vorher in lokalen Bands, David Reumüller in der Grunge-Band Shüwa und Andreas Heller in der Crustpunk-Band Leben. Als sich beide Bands fast gleichzeitig aufgelöst haben, beschlossen die beiden gemeinsame Sache zu machen. Reflector gründeten sich dann im Juni 1997. Reumüller sattelte von Gitarre auf Schlagzeug um, während Heller seine Gitarre beibehielt. Beide waren verwurzelt in der Hardcore-Punk-Szene, so dass von Beginn an Konzerte gegeben werden konnten. Zu jener Zeit war das Duo-Modell in der Underground-Szene noch nicht so bekannt. Die ersten Konzerte fanden in Graz und Umgebung statt, unter anderem beim Festival Kultur in Graz und auf diversen Kunstfesten. Kurz darauf begannen erste Engagements in Wien.
1998 erschien das erste Demo Short Grief und eine Split-7’’ mit Stahlhelm Surfers. Nach dem selbstbetitelten Debütalbum 2000 (auf Dusk Records) wechselte die Band zum Grazer Avantgarde-Label Tonto, wo die EP Flugangst erschien. Gleichzeitig spielte die Band zusammen mit Garfield von Schlauch und dem Maler Delaine Gilma einem Projekt namens Noggen, das Musik und Malerei verband. Dabei wurde zur Musik eine Leinwand mit den Silhouetten der Bandmitglieder übermalt.
Nach einer Findungsphase folgte 2005 das Album Phantoms, die erste Zusammenarbeit mit Bernd Heinrauch (Bunny Lake), der die Band bis heute als Gastmusiker und Produzent begleitet. Das Album wurde ein großer Erfolg. Gleichzeitig wurde die EP Flugangst über das Label Rock Is Hell wiederveröffentlicht.
2009 erschien das Album Pass über Noise Appeal Records. Auf dem Album ist Robert Lepenik (ex-Fetish 69, The Striggles) zu hören, der die Band gelegentlich bei Liveauftritten unterstützt. 2012 erschien das bis dato letzte Album The Heritage. Daneben entstanden einige EPs und Split-Veröffentlichungen. Zum 15-jährigen Jubiläum erschien im November 2012 das Box-Set 15 mit vier 7’’.
Die beiden Mitglieder sind außerdem in der Kunstszene von Österreich sehr aktiv. So ist Reumüller beteiligt am Rockarchiv Steiermark und dreht Dokumentarfilme. Zudem schreibt er Bücher über die österreichische Musikszene. Heller organisiert Ausstellungen im Forum Stadtpark und ist Dozent für Plastische Formgebung.

## Stil
Reflector bewegen sich stilistisch zwischen Sludge, Alternative Rock, Noise und Doom Metal, ohne dabei einer bestimmten Richtung den Vorzug zu geben. Viele Lieder sind instrumental, wobei beide Musiker aber auch als Sänger auftreten. Die Musik ist, dem Stil entsprechend, monoton und mit harten, langsamen Riffs unterlegt, wobei die Band diese Kargheit aber immer wieder mit „normalen“ Metal- und Rock-Riffs durchbricht.

## Diskografie

### Alben
- 2000: Reflector (Dusk Records)
- 2006: Phantoms (Interstellar Records)
- 2012: The Heritage (Rock Is Hell Records)
- 2019: Turn (Noise Appeal Records)

### Split-Veröffentlichungen
- 1999: Split-7’’ mit Stahlhelm Surfers (Eigenproduktion)
- 2008: Split-7’’ mit Bug (Rock Is Hell Records)
- 2009: Disillusion/Sorry (Split-7’’ mit The Striggles, Interstellar Records)
- 2010: Sunset Strip II/Gehirnwindungsmassenschlamm (Split-7’’ mit Zuchthaus, Eigenveröffentlichung)

### EPs
- 2002: Flugangst (Tonto, Rerelease 2007 über Rock Is Hell)

### Demos
- 1998: Short Grief

### Sonstige Veröffentlichungen
- 2012: 15 (Box-Set mit vier 7’’, Noise Appeal Records)